# Herb Thomas
Herb Thomas, all'anagrafe Herbert Watson Thomas (Olivia, 6 aprile 1923 – Sanford, 9 agosto 2000), è stato un pilota automobilistico statunitense.
È stato un "pioniere" della NASCAR ed uno dei piloti di maggior successo della serie negli anni cinquanta.
È ad Herb Thomas che è ispirato il personaggio di Doc Hudson nel film Cars - Motori ruggenti.
Nato nella piccola cittadina di Oliva, nella Carolina del Nord, Thomas iniziò come agricoltore per poi lavorare in una segheria, negli anni 1940, prima che iniziasse ad interessarsi alle corse automobilistiche.

## La carriera nella NASCAR
Il 19 giugno 1949, all'età di 26 anni, Thomas partecipò alla prima gara in assoluto della NASCAR Strictly Stock Series, (ossia l'odierna Cup Series), partecipando a quattro delle otto corse del primo anno del campionato.
L'anno successivo, partecipò a tredici delle diciannove corse della serie che era stata ribattezzata Grand National. Fece registrare la sua prima vittoria in carriera al Martinsville Speedway in una Plymouth privata, ossia senza il supporto di una scuderia o di una casa costruttrice.

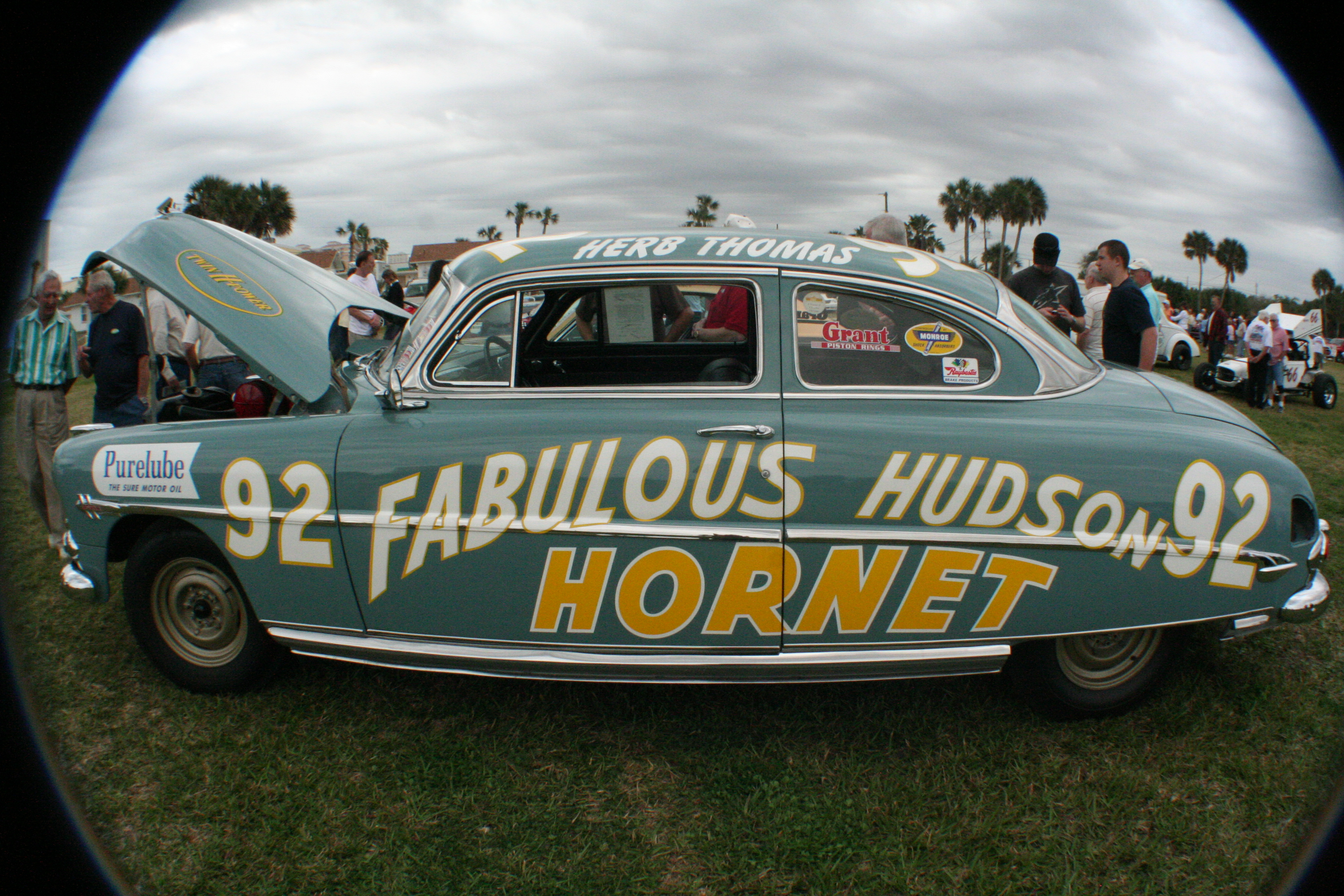
La "Fabulous Hudson Hornet" #92 di Herb Thomas.

Durante la stagione 1951, su consiglio del pilota Marshall Teague, Thomas passò dalla Plymouth alla Hudson Hornet. Il 3 settembre 1951, al Darlington Raceway, Thomas vinse la prestigiosa Southern 500, gara in cui partì dalla seconda posizione su 82 iscritti. Aveva corso con la vettura a cui venne dato il famoso soprannome di "the Fabulous Hudson Hornet", con la quale avrebbe poi vinto altre quattro volte nel giro di poco più di 2 mesi. Concluse la stagione con un totale di 7 vittorie, la prima su una Oldsmobile, poi una sulla Hudson, una su una Plymouth ed infine 4 sulla Hudson. A fine stagione ottenne ottimi risultati che lo aiutarono a battere Fonty Flock nella lotta per il campionato Grand National. Con l'aiuto del capo-squadra Smokey Yunick, Thomas divenne poi il primo pilota/proprietario a vincere il campionato.
Nel 1952, Thomas e la sua Hornet si trovarono a lottare per la vittoria del campionato contro il fratello minore di Fonty Flock, Tim. Entrambi i piloti vinsero 8 gare nelle loro Hudson, ma, alla fine, fu Flock a spuntarla, nonostante gli ottimi risultati ottenuti da Thomas nel finale di stagione.
Nel 1953 si ripresentò grintoso e dominò l'intera stagione, vincendo ben dodici gare su un totale di 37 e diventando così il primo pilota ad essere incoronato campione della serie per la seconda volta.
Thomas vinse dodici gare anche nel 1954, tra cui la sua seconda Southern 500 (diventando il primo pilota a vincere due volte a Darlington), ma venne battuto da Lee Petty che, nonostante il minor numero di vittorie, ottenne più punti in classifica.
Dopo quattro anni di successi con la Hudson, Thomas iniziò a correre con delle Chevrolet e Buick nel campionato del 1955. Fu coinvolto gravemente in un incidente al volante di una Buick in una gara a Charlotte e questo lo costrinse a non correre per i sei mesi seguenti. Tornò per mettere a segno la sua terza vittoria alla Southern 500 sulla sua Chevy Motoramic. Con solo 3 vittorie in tutta la stagione finì comunque al 5º posto.
Nel 1956, Thomas smise per un po' di essere un pilota/proprietario e, dopo aver vinto una gara per se stesso all'inizio della stagione, guidò per due altri proprietari. Vinse una volta per Yunick, dopo di che i due interruppero i loro rapporti, e tre gare consecutive per la squadra del miliardario Carl Kiekhaefer, che diventò poi la prima vera e propria squadra professionistica di un campionato NASCAR. A fine stagione Thomas tornò ad essere un pilota/proprietario e aveva in pugno il secondo posto in campionato dietro Petty quando si ferì gravemente durante una gara a Shelby (Carolina del Nord). L'incidente mette fine alla sua carriera nella NASCAR, anche se partecipò a due gare nel 1957 e ad un'altra nel 1962 senza successo. Le tre vittorie consecutive con la squadra di Kiekhaefer furono le sue ultime vittorie.

## Riassunto della carriera
Thomas ha concluso la sua carriera con 48 vittorie; questo lo colloca attualmente al 12º posto nella classifica virtuale dei piloti di tutti i tempi. Durante la sua carriera ha vinto il 21% delle corse a cui ha preso parte. Questa è la seconda più alta percentuale di vittorie di tutti i tempi, tra i piloti che hanno preso parte ad almeno 100 gare in carriera. Tim Flock è l'unico pilota con una percentuale più alta.

## Il fratello Donald
Il fratello minore di Herb, Donald, partecipò a 79 gare nella Grand National tra il 1950 e il 1956. Donald vinse una sola gara in 7 anni di carriera, la penultima delle 34 corse del campionato 1952 al Lakewood Speedway, ad Atlanta, Georgia, sulla Fabulous Hudson Hornet #9 della squadra del fratello Herb. A soli 20 anni, Donald fu il più giovane pilota ad aver mai vinto una gara nella storia della serie finché Kyle Busch non infranse il record del 2005.

## Premi
Herb Thomas è stato introdotto nella "International Motorsports Hall of Fame" nel 1994, ed è stato nominato uno dei "50 migliori piloti NASCAR" nel 1998.

## La morte
Il 9 agosto 2000 Herb Thomas morì per un attacco cardiaco all'età di 77 anni a Sanford, Carolina del Nord.